# فسوطة
فسوطة هي بلدة عربية في الجليل الأعلى الغربي من إسرائيل وأُعلن عنها في عام 1965 بمقام مجلس محلي. يسكنها أكثر مِن 3,000 نسمة من العرب المسيحيين. بلغ عدد السكان في عام 2021 إلى 3,236 نسمة، 1,646 ذكر و1,590 أنثى. 100% عرب ومن بينهم 0.2% مسلمون، و99.8% مسيحيون.  المكان الذي تقوم عليه فسّوطة اليوم مأهول منذ الفترة الكنعانية وشهدت القرية ازدهارًا في الفترة اليونانيّة تحت نفوذ مدينة صور اليونانية، ثم احتلها الرّومان في النصف الثاني من القرن الأول قبل الميلاد.

## ما بعد النكبة
صادرت السلطة الإسرائيلية 2000 دونما في الخمسينات؛ فيما صمد اهالي البلدة بوجه محاولات تجنيد شبان البلدة.

## الموقع
فسوطة تطل على عيتا الشعب وراء الحدود اللبنانية، وتقع إلى الغرب من موقع قرية إقرت وتجاور بلدات ترشيحا، معليا، دير القاسي، المنصورة، حرفيش، البقيعة، يانوح، كفر سميع وسحماتا.

## التعليم
بحسب إحصائيات عام 2021، وجد ان في فسوطة هنالك مدرسة واحدة تشمل على 16 صفًا. وتضُم 410 طالبًا وطالبة ما بين المرحلة الإبتدائية والثانوية. وبلغ عدد المؤهلين لشهادة الثانوية العامة (شهادة بجروت) إلى 76.9%.

## أعلام فسوطة
من أعلام فسوطة المؤرخ صبري جريس، حبيب قهوجي، فدى جريس، موسى العاصي، الكاتب أنطون شماس، والكاتبة ندى جريس.

## أعلام
- أنطون شماس